# زوج یا فرد بودن صفر
صفر عددی زوج است.

کفه‌های این ترازو شامل صفر تا شیء می‌شوند که در دو دستهٔ مساوی تقسیم شده‌است.

این امر برپایهٔ تعریف «زوج بودن» به‌سادگی اثبات می‌شود.
عدد فردعدد صحیحی است که مضربی از ۲ باشد.
از آنجا که  ۰ = ۰ × ۲ نتیجه می‌شود که صفر عددی زوج است و همهٔ ویژگی‌های اعداد زوج را داراست:
- اعداد صحیح بعد و قبل از صفر (یعنی ۱ و -۱) هر دو فرد هستند.
- هر عدد صحیحی که یکان آن با یکان صفر یکی باشد (مثلا ۱۰، ۲۰، ۱۴۷۰، و …) زوج است.
- حاصل جمع صفر و هر عدد زوج، زوج است.

صفر در الگوهای شکل‌گرفته با اعداد زوج دیگر جای می‌گیرد.
برای صدق برخی قواعد زوجیت در حساب، مثل زوج - زوج = زوج، زوج بودن صفر الزامی است.
صفر عنصر همانی جمع در گروه اعداد صحیح زوج است، و تعریف بازگشتی اعداد طبیعی زوج بر این اصل بنیادی استوار است.
کاربردهای این تعریف بازگشتی در مباحث مختلف از نظریه گراف گرفته تا هندسه محاسباتی به زوج بودن صفر وابسته‌اند.
صفر نه‌تنها بر ۲ بلکه بر همهٔ توان‌های ۲ نیز بخش‌پذیر است و این امر با دستگاه اعداد دودویی که در محاسبات رایانه‌ای به‌کار می‌رود ارتباطی تنگاتنگ دارد.
از این نظر صفر «زوج‌ترین عدد ممکن» دانسته می‌شود.